# Pitkäsaari (ö i Finland, Kajanaland, Kehys-Kainuu, lat 64,14, long 29,49)
Pitkäsaari är en ö i Finland. Den ligger i sjön Lammasjärvi och i kommunen Kuhmo i den ekonomiska regionen  Kehys-Kainuu  och landskapet Kajanaland, i den centrala delen av landet, 500 km nordost om huvudstaden Helsingfors. Öns area är 4,5 hektar och dess största längd är 0,8 kilometer i sydöst-nordvästlig riktning.